# 中华人民共和国婚姻法
《中华人民共和国婚姻法》是一部調整夫妻、家庭關係的中华人民共和国法律，1950年5月1日施行，是中华人民共和国成立後頒布的第一部法律。1980年9月10日，第五届全国人民代表大会第三次会议通过新的《中华人民共和国婚姻法》，1981年1月1日正式施行，舊婚姻法同時廢止。2001年4月28日，該法曾根據第九届全国人民代表大会常务委员会第二十一次会议《关于修改〈中华人民共和国婚姻法〉的决定》修正。2011年8月12日，最高人民法院发布《中华人民共和国婚姻法》最新的司法解释。2021年1月1日，随着《中华人民共和国民法典》施行而正式废止。

## 內容

### 1950年《婚姻法》
1931年的《中华苏维埃共和国婚姻条例》，第二条明确规定“实行一夫一妻，禁止一夫多妻。”并且规定结婚离婚均需向苏维埃办理登记，规定了较为严格的形式要件。
1948年5月15日恢复中共中央妇女运动委员会。中央妇委在山西、河北、察哈尔等省解放区农村作调查研究，发现婚姻案件占民事案件的比例，少的占33.3%，最多的达99%。1948年9月，为了进一步发动妇女群众，召开了第一次解放区妇女工作会议。会议期间，刘少奇表达了党中央有意制定《婚姻法》的动向，称“我们这个五亿多人口的大国，没有一部《婚姻法》岂不乱套了？”并且把毛泽东1931年签署发布的《中华苏维埃共和国婚姻条例》拿给与会者，当作主要参考资料。在中央妇委副书记邓颖超的主持下，由帅孟奇、康克清、杨之华、李培之、罗琼和王汝琪组成《婚姻法》起草小组（全部是女性），王汝琪执笔。中央妇委配合起草小组做婚姻问题专题调查，起草小组一边学习《中华苏维埃共和国婚姻条例》，一边研究解放区群众的婚姻家庭生活状况以及各地解放区政府颁发的婚姻条例、实施经验、农民的觉悟程度等等。经过激烈争论，反复讨论修改，1949年3月，初稿从西柏坡送进北平。后历经数次座谈会讨论修改。 
1950年1月21日中央妇委把婚姻条例草案呈送党中央。同时，邓颖超还附了一封亲笔信，对婚姻条例草案的起草过程和有关争论内容作了说明：

毛、刘、朱、任、周并王明同志：

送上中央妇委修改的婚姻条例草案最后稿，请审阅。

这个婚姻条例草案，曾经过妇委正式讨论过五次，会后交换意见多次，并另邀请了中组部、中青委、法委等几方面同志共同座谈过一次，历时二月有余。几经争论，几度修改，有些问题，已经得到解决，但争论的主要问题，即一方坚持离婚，即可离婚，不附任何条件一则。至今仍意见分歧，尚未能取得一致。对于此点反对者是较多数人，赞成者包括我及少数人。现为了应各地的急需，且有关广大群众切身迫切的利益，不能再拖延不决。故大家商定，一致同意先以现在的草案，虽然我仍不完全同意，已经妇委多数同意了最后稿，并将我们不同的意见一并附上，请中央参阅作最后决定。另送了一份婚姻条例草案给法委，请法委将意见提交中央。此外，对送上之婚姻条例中之第三条，我不完全同意。可保留原条文之前半至“纳妾”二字为止，其余指出的只是个别的少数人，且有“实行一夫一妻制”，均可解决了。至原文规定禁止“及其他违反一夫一妻制的婚姻”，是不必要亦不妥当的。对第十条中“经调解无效”，仍是属于执行离婚条款时采取的方法和步骤，可放在解释的文件中说明，不须写入条例条文中。至该款规定“确因思想感情根本不和”字样，从文字和形式来看，仍为附加条件，而实际则等于无条件的。那么又何必不干脆的明确简单规定哩。

我们争论之是非，要求中央给予提示。妇委同志希望中央审阅后能和妇委同志一谈，或中央讨论时，允许妇委同志参加，究如何？由中央决定。

对该草案用何名义发表，写说明书着重哪些问题，以及写社论的主要内容，亦请中央指示。

总政主张把革命军人婚姻条例，包括在一般婚姻条例内，我们不赞成，因为那是属于暂时的局部的问题，应分开补定为好。此事亦请中央决定通知总政。

专此，敬礼！

邓颖超

1950.1.21

接到中央妇委起草的婚姻条例草案后，中央将此草案分送各民主党派、中央人民政府、全国政协、法制委员会、政法委员会以及政务院政务委员会议、各有关司法机关、群众团体征求意见。1950年1月28日，中央法制委员会又向中央呈报了修改意见，对征求意见后的婚姻条例草案作了说明。中央法制委员会把邓颖超坚持的“一方坚持离婚可以离婚”的主张写进了呈报的修改意见中。最終1950年第一版的婚姻法通過時的條文為「男女一方坚决要求离婚的，经区人民政府和司法机关调解无效时，亦准予离婚」。
1950年4月13日，《中华人民共和国婚姻法》草案在中央人民政府委员会第七次会议上讨论后表决通过。作为中央人民政府法制委员会主任，王明在会议上作了一篇题为《中华人民共和国婚姻法起草经过和起草理由的报告》。他指出：“有什么样的社会，有什么样的社会生活，就有什么样的婚姻制度。”
明确“禁止重婚、纳妾”，此法实施以来，中国不承认一夫多妻，此前历史形成并遗留下为数不多的多妻婚姻（或一妻多妾制），1950年颁布的《婚姻法》对历史形成的一夫多妻婚姻是否具有追溯力问题，中央人民政府（当时具有立法权与法律解释权）在1953年颁布的婚姻法的解释：在解放之前已经形成的一夫多妻，如果妻子在《婚姻法》颁布之后，未提出离婚的，他们的婚姻关系应予以维系。 根据《最高人民法院关于贯彻执行〈中华人民共和国继承法〉若干问题的意见》第20条的规定：“在旧社会形成的一夫多妻家庭中，子女与生母以外的父亲的其他配偶之间形成扶养关系的，互有继承权。”根据通说，这条的反面解释，没有形成扶养关系的子女与生母以外的父亲的其他配偶间未形成抚养关系的，相互之间均不发生继承关系。
1950年5月1日开始实施。这部《婚姻法》被国际法学、社会学者评价为“恢复女性人权的宣言”，享有很高的国际声誉。由于新解放区土改、随后的抗美援朝运动，直至1953年初，全国土改基本完成、朝鲜战争战局稳定即将达成停战协定，国内外形势逐步好转，中共与人民政府于1953年2月在全国开展了一场声势浩大、轰轰烈烈的宣传、贯彻《婚姻法》的群众运动。 据统计，全国70%以上的地区开展了这场声势浩大的《婚姻法》宣传贯彻运动，全国成年人口近一半直接受到了教育。广播、报纸每天都在宣传，全民参与、声势浩大。先集训区、乡、村干部学习《婚姻法》，然后又培训宣传骨干（宣传员），区、乡领导带着这些宣传员深入街道、单位、农村宣讲《婚姻法》，演出以本地事迹编排的文艺小节目。通过对婚姻法的宣传运动，让全社会认识到解放妇女是中共事业的一部分，是一项政治任务，谁都不能反对。奠定了妇女翻身作主成为半边天的意识形态与法律基础。1950年《婚姻法》实际上也揽括了1980年《婚姻法》和2001年《婚姻法》的基本精神和主要内容。 
婚姻法（1950年版）全文共分为八個章節：
1. 原則
2. 结婚
3. 夫妻間的權利和義務
4. 父母子女間的關係
5. 離婚
6. 離婚後子女的撫養和教育
7. 離婚後的財產和生活
8. 附則

共27条，内容以调整婚姻关系为主，同时涉及家庭关系方面的各种重要问题。

### 1980年《婚姻法》
中華人民共和國婚姻法（1980年）分為六個章節：
1. 总则
2. 结婚
3. 家庭关系
4. 离婚
5. 救助措施与法律责任
6. 附则

## 改革觀點

### 名稱問題
有人認為現行《婚姻法》存在闕漏，名稱不準確，應該改為《婚姻家庭法》，但支持沿用原名者認為法律名稱應該穩定。亦有人認為改名後應該將《收養法》併入新的《婚姻家庭法》。官方至今未採納這些意見，因為該問題其實只限於少數學者的小眾學術討論，並未有社會廣泛意見關注。

### 婚前財產問題
《〈中华人民共和国婚姻法〉若干问题解释（三）》的第十條婚前一方贷款购房可认定为个人财产，被某些女性認為「對女方明顯不公」，而支持者認為該條「很難找到不妥之處」。因為不少案例房屋通常由男方離結婚前夕極短時間貸款購買，婚後共同還貸，卻被認定為男方個人財產。而支持者認為每個人家庭狀況與夫妻相處模式百百種，法律不可能細化到萬千種狀況，男方若想房屋與女方共享自然會加名或婚後買，不加名且婚前購買通常有防備女方貪圖財產結婚的防禦手段意圖，要對妻子採取猜忌態度也是男方的權利，法律應尊重不可剝奪其權。

### 婚內共同債務問題
最高人民法院关于适用《中华人民共和国婚姻法》若干问题的解释（二）》（以下简称《婚姻法解释二》）第24條的爭議在於其做出一種認定：即夫妻雙方對彼此的債務有一種自然作保關係，一方欠債不還債主可以找另一方要債。
夫妻間債務糾紛分為下列三種情境(男女角色可能互換)：
1. 男方在外借鉅款後與女方合謀假離婚，錢財都劃歸女方與小孩所有，[6]以名下無財產的老賴態度欠賬不還，但同時與女方依然住在一起與婚內無異。
2. 丈夫坑害妻子的模式，在外借債後妻子須償還一半的問題，包含與外人串謀製造假借據假借款紀錄以離婚時坑害金額的一半於女方身上。
3. 丈夫確實有在外欠巨債之後失蹤躲債，債務落於不知情妻子身上。

該法律制定之初是社會情境上以第一種情況大量出現，24條的出現極大遏制了此一亂象使其基本消失，但卻壓下一端翹起另一端讓後兩種問題出現，尤其第三種情境引起大量社會關注，央視及各省媒體也多次作出探討性節目，支持24條的學者認為社會的討論有時過於濫情，因為自稱「24條受害者」常以寡母孤兒形象出現，先天得到同情心而使大眾失去理性探討的成分：
- 自稱對丈夫外債不知情者，是否真的不知情? 自訴的一面之言不是法律標準
- 自己選擇了行為不端的配偶，對其又缺乏監控，自己難道全無責任?[7]
- 許多債務成因是丈夫創業失敗，而創業要是成功大賺錢妻子自然共同享受，失敗欠債時卻要求個人切割，社會缺乏這種角度之討論。
- 債權人的無辜性與權益沒受到同等關注，社會不能因寡母孤兒背債形象就將輿論倒向欠債者，必須客觀看待債權人才是實質受損最大的受害者。

2018年1月最高人民法院針對《婚姻法解释二》第24條夫妻共同債務中的適用做出實務解釋，對於「數額較大」欠款必須由債權人舉證該款項夫妻另一方知情或進入夫妻共同經營企業，否則認定為個人債務，新司法解釋試圖平衡三種情境的判斷。

### 帶病騙婚問題
2019年十三届全国人大常委会第十四次会议三审民法典婚姻家庭编草案，其中修正原有條款“一方患有严重疾病的，应当在结婚登记前如实告知另一方；不如实告知的，另一方可以向婚姻登记机关或者人民法院请求撤销该婚姻”。其中「严重疾病」改為「重大疾病」，其重大定義由人民法院和婚姻登记机关在实践中，根据具体情况作出认定，但修正表示其認定往更寬泛領域定義，更多帶病騙婚者會被宣告婚姻無效。